# 贝斯 (伊泽尔省)
贝斯（法語：Besse，法語發音：[bɛs] ⓘ）是法国伊泽尔省的一个市镇，属于格勒诺布尔区。

## 地理
贝斯（45°4'18"N, 6°10'12"E）面积25.46 平方千米，位于法国奥弗涅-罗讷-阿尔卑斯大区伊泽尔省，该省份为法国东南部内陆省份，北起顺时针与安省、萨瓦省、上阿尔卑斯省、德龙省、阿尔代什省、卢瓦尔省和罗讷省。
与贝斯接壤的市镇（或旧市镇、城区）包括：拉格拉沃、圣让达尔沃、圣索尔兰达尔沃、上瓦桑地区克拉旺、米佐安。

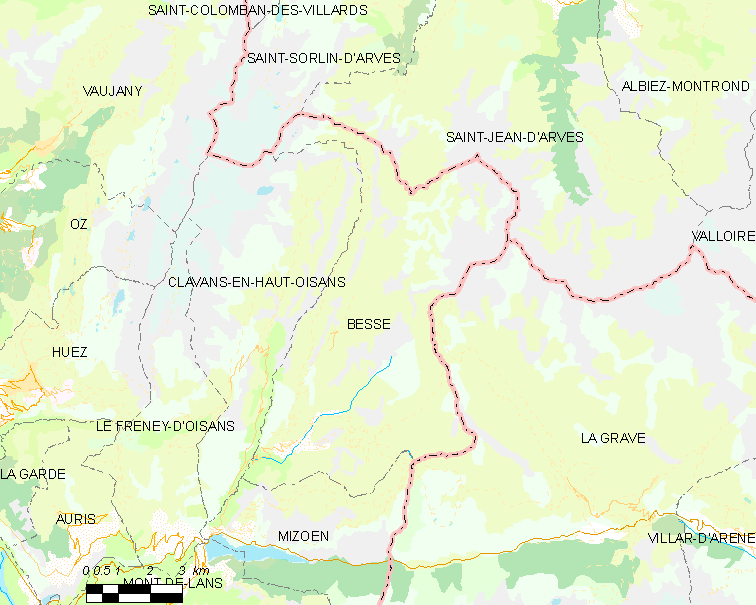
的OSM定位图

贝斯的时区为UTC+01:00、UTC+02:00（夏令时）。

## 行政
贝斯的邮政编码为38142，INSEE市镇编码为38040。

## 政治
贝斯所属的省级选区为瓦桑-罗曼什县。

## 人口

1962-2008年间人口变化图示

贝斯于2022年1月1日时的人口数量为153人。